# Ковзанярський спорт на зимових Азійських іграх 1986
Змагання з ковзанярського спорту на зимових Азійських Іграх 1986 проводилися на стадіоні Макоманай в Саппоро (Японія). Змагання проходили з 1 по 4 березня. Загалом було проведено 9 змагань — п'ять для чоловіків і чотири для жінок.

## Медалісти
Чоловіки
| Дисципліна | Золото                    | Срібло                   | Бронза                       |
| ---------- | ------------------------- | ------------------------ | ---------------------------- |
| 500 м      | Акіра Куроїва Японія      | На Юн Су Південна Корея  | Бае Кі-тае Південна Корея    |
| 1000 м     | Бае Кі-тае Південна Корея | Макото Хіросе Японія     | Акіра Куроїва Японія         |
| 1500 м     | Юкіхіро Мітані Японія     | Мунехіса Куроїва Японія  | Хванг Ік-хван Південна Корея |
| 5000 м     | Масахіто Шінохара Японія  | Ім Рі-бін Північна Корея | Мунехіса Куроїва Японія      |
| 10000 м    | Мунехіса Куроїва Японія   | Тошіакі Імамура Японія   | Лю Шухай Китай               |

Жінки
| Дисципліна | Золото                | Срібло                    | Бронза                    |
| ---------- | --------------------- | ------------------------- | ------------------------- |
| 500 м      | Сейко Хашімото Японія | Шоко Фусано Японія        | Є Цяобо Китай             |
| 1000 м     | Ванг Сьовлі Китай     | Хан Чун-ок Південна Корея | Шоко Фусано Японія        |
| 1500 м     | Сейко Хашімото Японія | Ванг Сьовлі Китай         | Є Цяобо Китай             |
| 3000 м     | Кейко Асао Японія     | Натсуе Секі Японія        | Хан Чун-ок Південна Корея |

## Таблиця медалей
| Місце                      | Країна         | Золото | Срібло | Бронза | Загалом |
| -------------------------- | -------------- | ------ | ------ | ------ | ------- |
| 1                          | Японія         | 7      | 5      | 3      | 15      |
| 2                          | Китай          | 1      | 1      | 3      | 5       |
| 3                          | Південна Корея | 1      | 1      | 2      | 4       |
| 4                          | Північна Корея | 0      | 2      | 1      |         |
| Разом                      | Разом          | 9      | 9      | 9      | 27      |
| Примітка: приймаюча країна |                |        |        |        |         |

## Результати

### Чоловіки

#### 500 м
1 березня
| Місце | Атлет                        | Час   |
| ----- | ---------------------------- | ----- |
| 1     | Акіра Куроїва Японія         | 38.20 |
| 2     | На Юн Су Південна Корея      | 38.58 |
| 3     | Бае Кі-тае Південна Корея    | 38.68 |
| 4     | Йошіхіро Кітадзава Японія    | 38.89 |
| 5     | Макото Хіросе Японія         | 38.93 |
| 6     | Ясуші Куроїва Японія         | 39.02 |
| 7     | Кім Хванг-хюн Північна Корея | 39.47 |
| 7     | Хванг Ік-хван Південна Корея | 39.47 |
| 9     | Пан Д'єнджонг Китай          | 39.55 |
| 10    | Джанг Хонг Китай             | 40.50 |
| 11    | Лау Вай Кей Гонконг          | 52.41 |

#### 1000 м
3 березня
| Місце | Атлет                        | Час     |
| ----- | ---------------------------- | ------- |
| 1     | Бае Кі-тае Південна Корея    | 1:20.22 |
| 2     | Макото Хіросе Японія         | 1:20.37 |
| 3     | Акіра Куроїва Японія         | 1:20.67 |
| 4     | Хванг Ік-хван Південна Корея | 1:22.47 |
| 5     | Кім Хванг-хюн Північна Корея | 1:23.20 |
| 6     | На Юн Су Південна Корея      | 1:23.29 |
| 7     | Ясуші Куроїва Японія         | 1:23.30 |
| 8     | Юкіхіро Мітані Японія        | 1:23.88 |
| 9     | Чо Йонг-чол Північна Корея   | 1:24.16 |
| 10    | Пан Д'єнджонг Китай          | 1:25.86 |
| 11    | Джанг Хонг Китай             | 1:26.50 |
| 12    | Лау Вай Кей Гонконг          | 2:08.38 |

#### 1500 м
2 березня
| Місце | Атлет                        | Час     |
| ----- | ---------------------------- | ------- |
| 1     | Юкіхіро Мітані Японія        | 2:01.46 |
| 2     | Мунехіса Куроїва Японія      | 2:01.92 |
| 3     | Юя Сакай Японія              | 2:02.16 |
| 3     | Хванг Iк-хван Південна Корея | 2:02.32 |
| 5     | Кіміхіро Хамая Японія        | 2:03.21 |
| 6     | Сонг Хайю Китай              | 2:03.49 |
| 7     | Бае Кі-тае Південна Корея    | 2:03.53 |
| 8     | На Юн Су Південна Корея      | 2:03.74 |
| 9     | Чо Йонг-чол Північна Корея   | 2:03.78 |
| 10    | Джанг Хонг Китай             | 2:06.43 |
| 11    | Кім Хванг-хюн Північна Корея | 2:07.65 |
| 12    | Ім Рі-бін Північна Корея     | 2:33.99 |
| 1.    |                              |         |

#### 5000 м
2 березня
| Місце | Атлет                        | Час     |
| ----- | ---------------------------- | ------- |
| 1     | Масахіто Шінохара Японія     | 7:20.83 |
| 2     | Ім Рі-бін Північна Корея     | 7:28.37 |
| 3     | Мунехіса Куроїва Японія      | 7:30.17 |
| 4     | Юя Сакай Японія              | 7:32.00 |
| 5     | Лю Шухай Китай               | 7:33.71 |
| 6     | Кім Хванг-хюн Північна Корея | 7:33.78 |
| 7     | Тошіакі Імамура Японія       | 7:35.63 |
| 8     | Кім Кван-кю Південна Корея   | 7:37.75 |
| 9     | Сонг Хайю Китай              | 7:41.30 |
| 10    | Чо Йонг-чол Північна Корея   | 7:44.14 |

#### 10000 м
4 березня
| Місце | Атлет                        | Час      |
| ----- | ---------------------------- | -------- |
| 1     | Мунехіса Куроїва Японія      | 15:22.08 |
| 2     | Тошіакі Імамура Японія       | 15:31.85 |
| 3     | Масахіто Шінохара Японія     | 15:34.29 |
| 3     | Лю Шухай Китай               | 15:37.03 |
| 5     | Кім Кван-кю Південна Корея   | 15:53.80 |
| 6     | Парк Дзін-хюн Південна Корея | 15:59.34 |
| 7     | Ім Рі-бін Північна Корея     | 16:02.22 |
| 8     | Юя Сакай Японія              | 16:04.09 |
| 9     | Кім Хванг-хюн Північна Корея | 16:06.04 |
| 1.    |                              |          |

### Жінки

#### 500 м
1 березня
| Місце | Атлет                       | Час     |
| ----- | --------------------------- | ------- |
| 1     | Сейко Хашімото Японія       | 41.68   |
| 2     | Соко Фусано Японія          | 42.53   |
| 3     | Акемі Танака Японія         | 42.73   |
| 3     | Є Цяобо Китай               | 43.03   |
| 5     | Пак Гум Хьон Північна Корея | 43.16   |
| 6     | Чу Су Йон Південна Корея    | 43.45   |
| 6     | Сонг Хва Сон Північна Корея | 43.45   |
| 8     | Норіко Міядзі Японія        | 43.62   |
| 9     | Хан Чун Ок Північна Корея   | 44.03   |
| 10    | Ван Сюлі Китай              | 1:06.74 |
| 1.    |                             |         |

#### 1000 м
3 березня
| Місце | Атлет                        | Час     |
| ----- | ---------------------------- | ------- |
| 1     | Ван Сюлі Китай               | 1:27.56 |
| 2     | Хан Чун Ок Північна Корея    | 1:27.96 |
| 3     | Соко Фусано Японія           | 1:30.07 |
| 4     | Акемі Танака Японія          | 1:30.84 |
| 5     | Чжан Сюнь Китай              | 1:30.97 |
| 6     | Чідзуко Хората Японія        | 1:31.30 |
| 7     | Пак Гум Хьон Північна Корея  | 1:31.57 |
| 7     | Є Цяобо Китай                | 1:31.57 |
| 9     | Чхве Сьон Йун Південна Корея | 1:34.14 |
| 10    | Ван Сяоянь Китай             | 1:35.63 |

#### 1500 м
2 березня
| Місце | Атлет                       | Час     |
| ----- | --------------------------- | ------- |
| 1     | Сейко Хашімото Японія       | 2:10.43 |
| 2     | Ван Сюлі Китай              | 2:11.62 |
| 3     | Є Цяобо Китай               | 2:14.02 |
| 4     | Сонг Хва Сон Північна Корея | 2:15.02 |
| 5     | Чідзуко Хората Японія       | 2:15.09 |
| 6     | Пак Гум Хьон Північна Корея | 2:15.21 |
| 7     | Чжан Сюнь Китай             | 2:16.09 |
| 8     | Кейко Асао Японія           | 2:16.48 |
| 9     | Хан Чун Ок Північна Корея   | 2:16.81 |
| 10    | Бай Цзясінь Китай           | 2:18.34 |
| 11    | Кім Йян Ок Південна Корея   | 2:18.49 |
| 12    | Кім Хьон На Південна Корея  | 2:18.67 |
| 13    | Лі Кьон Йа Південна Корея   | 2:21.99 |
| 14    | Юмі Каєріяма Японія         | 2:24.10 |
| 15    | Хонг Ок Нам Північна Корея  | 2:24.17 |

#### 3000 м
4 березня
| Місце | Атлет                       | Час     |
| ----- | --------------------------- | ------- |
| 1     | Кейко Асао Японія           | 4:44.98 |
| 2     | Нацуе Секі Японія           | 4:48.20 |
| 3     | Хан Чун Ок Північна Корея   | 4:49.44 |
| 4     | Ван Сюлі Китай              | 4:49.53 |
| 5     | Бай Цзясінь Китай           | 4:50.39 |
| 6     | Чжан Сюнь Китай             | 4:51.22 |
| 7     | Чідзуко Хората Японія       | 4:52.16 |
| 8     | Сонг Хва Сон Північна Корея | 4:52.66 |
| 9     | Пак Гум Хьон Північна Корея | 4:54.67 |
| 10    | Лі Кьон Йа Південна Корея   | 4:56.44 |
| 11    | Ван Сяоянь Китай            | 4:58.52 |
| 12    | Кім Хьон На Південна Корея  | 5:01.32 |
| 13    | Хонг Ок Нам Північна Корея  | 5:04.06 |